# Кирквол
Кирквол (енгл. Kirkwall, шкот. Kirkwaa, Kirkwal) је град у Уједињеном Краљевству у Шкотској. Највећи је и главни град Оркнијских острва. Према процени из 2007. у граду је живело 8686 становника.
Градић је први пут поменут у Оркнијска сага из 1046. када је забележено да је он место становања Ренгвалда Брусасона, грофа од Оркнија, кога је убио његов стриц Торфин Моћни. Краљ Џејмс III од Шкотске је 1486. уздигао Кирквол на статус краљевске општине. На данашњим путним знацима пише „Град и краљевска општина Кирквол“.
Име Кирквол долази од старонорвешког назива Kirkjuvagr (црквени залив), што је касније искварено у Kirkvoe, Kirkwaa и Kirkwall.